# Alienosternus metallicus
Alienosternus metallicus är en skalbaggsart som beskrevs av Martins 1976. Alienosternus metallicus ingår i släktet Alienosternus och familjen långhorningar. Inga underarter finns listade i Catalogue of Life.